# Bertil Ohlin
Bertil Gotthard Ohlin (Klippan, 23 april 1899 – Vålådalen, 3 augustus 1979) was een Zweeds econoom en politicus.
In 1977 won hij samen met James Meade de Prijs van de Zweedse Rijksbank voor economie voor hun baanbrekende bijdrage aan de theorie van internationale handel en internationale kapitalistische handelingen.

## Biografie
In 1917 haalde Ohlin zijn Bachelor aan de Universiteit van Lund, in 1923 gevolgd door zijn Master aan de Harvard-universiteit. In 1924 haalde hij aan de Universiteit van Stockholm zijn doctoraat.
In 1925 werd hij professor aan de Universiteit van Kopenhagen. In 1929 debatteerde hij met John Maynard Keynes over de zware betalingen die Duitsland moest doen naar aanleiding van de Eerste Wereldoorlog. Ohlin dacht dat Duitsland dit bedrag wel kon betalen, maar Keynes was hier minder zeker van en vreesde een nieuwe oorlog als gevolg van de regeling. Het debat is historisch gezien belangrijk voor de moderne theorie van unilaterale internationale betalingen.
In 1929 volgde Ohlin zijn voormalige leraar Eli Heckscher op als professor economie aan de Stockholm School of Economics. Hij behield deze baan tot 1965.
In 1933 publiceerde Olin een werk dat hem wereldwijd bekend zou maken: Interregional and International Trade. Hierin stelde Ohlin een economische theorie op over internationale handel, gebaseerd op eerder werk van Heckscher en zijn eigen doctorale proefschrift. Deze theorie staat vandaag de dag bekend als het Heckscher-Ohlinmodel.
Van 1944 tot 1967 was Ohlin leider van de Liberale Volkspartij. Van 1944 tot 1945 was hij Minister van Handel in het Zweedse oorlogskabinet.
Ohlin had een dochter.

## Belangrijke publicaties

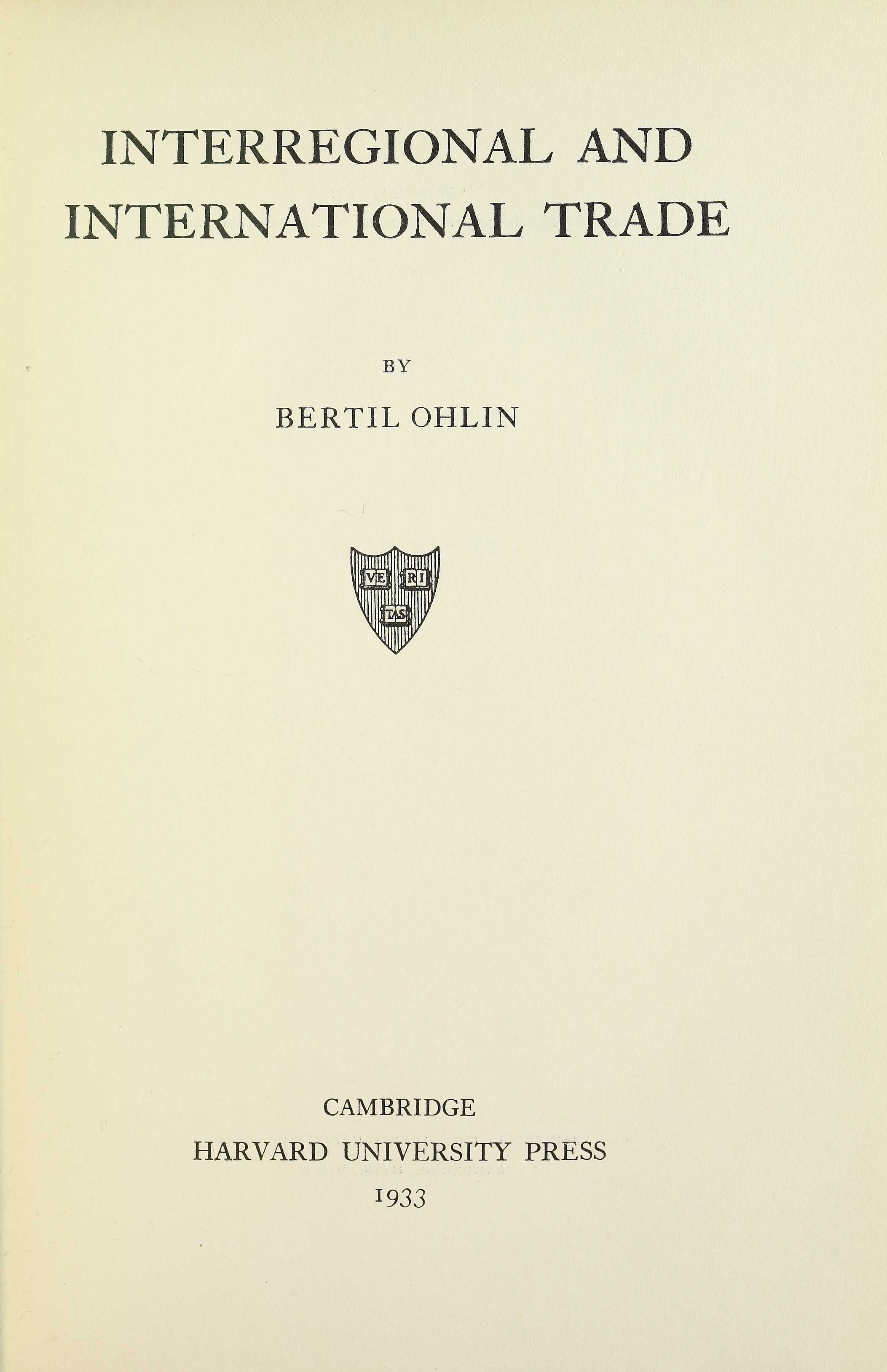
Interregional and international trade, 1933

- The German Reparations Problem, 1930
- Interregional and International Trade, 1933
- Mechanisms and Objectives of Exchange Controls, 1937